# Чернявщина
Черня́вщина — село в Україні, у Юр'ївській селищній громаді Павлоградського району Дніпропетровської області. Населення за переписом 2001 року становить 900 осіб. До 2017 орган місцевого самоврядування — Чернявщинська сільська рада.

## Географія
Село Чернявщина знаходиться на лівому березі річки Оріль, вище за течією на відстані 1,5 км розташоване село Чорноглазівка, нижче за течією на відстані 7 км розташоване село Шандрівка, на протилежному березі — село Дубові Гряди. Через село проходить автомобільна дорога Т 0402.

## Археологія
Поблизу Чернявщини розташовані кургани «Баби», «Панасова могила» та інші. На деяких з них стояли кочівницькі скульптури так звані «баби» (IX—XIII століття Р. Х.).

## Історія
Село виникло на початку 18 сторіччя. Тоді це були невеликі козацькі зимівники і до того ж не постійні, що відносилися до Орільської паланки Запорізької Січі. Мешканці зимівників займались скотарством і рибальством у річці Оріль.
З часом, коли напади кримських татар слабіли, а Запорізька Січ втрачала своє минуле значення, в кінці першої половини 18 ст., в районі нинішнього села виросло постійне поселення. В 1781 р. ці поселення разом із земельними наділами, були придбані на правах рангової дачі братами: капітаном Василем Степановичем і бунчуковим товаришем (козацьким отаманом) Іллею Степановичем Чернявськими.
Поселення Василя Чернявського (східна частина) мало назву Чернявщина, а поселення Іллі — Бузинівка. Після смерті капітана Чернявського, поселення Чернявщина перейшло в спадщину Іллі. Поселення Чернявщина об'єдналось з поселенням Бузинівка в одне село, яке отримало загальну назву — Чернявщина і в момент об'єднання станом на 26 вересня 1797 р. загальна кількість людей була 889 чоловік.
Станом на 1886 рік у селі Стешено-Чорноглазівської волості Павлоградського повіту Катеринославської губернії мешкало 383 особи, налічувалось 96 дворів, існували православна церква та цегельний завод.
Під час організованого радянською владою Голодомору 1932—1933 років померло щонайменше 24 жителі села.
12 червня 2020 року, відповідно до розпорядження Кабінету Міністрів України № 709-р «Про визначення адміністративних центрів та затвердження територій територіальних громад Дніпропетровської області», увійшло до складу Юр'ївської селищної громади.
19 липня 2020 року, в результаті адміністративно-територіальної реформи та ліквідації Юр'ївського району, село увійшло до складу Павлоградського району.

## Населення

### Мова
Розподіл населення за рідною мовою за даними перепису 2001 року:
| Мова            | Кількість | Відсоток |
| --------------- | --------- | -------- |
| українська      | 865       | 96.11%   |
| російська       | 18        | 2.00%    |
| білоруська      | 3         | 0.33%    |
| інші/не вказали | 14        | 1.56%    |
| Усього          | 900       | 100%     |

## Заклади соціально- культурної сфери
1. Чорнявщинська загальноосвітня школа І-ІІІ ступенів;
2. Дошкільний навчальний заклад «Калинка»;
3. Дільнична лікарня;
4. Сільський клуб;
5. Сільська бібліотека.

## Природно-заповідний фонд
Поблизу села знаходиться ландшафтний заказник місцевого значення Урочище Приорільське.

## Пам'ятки

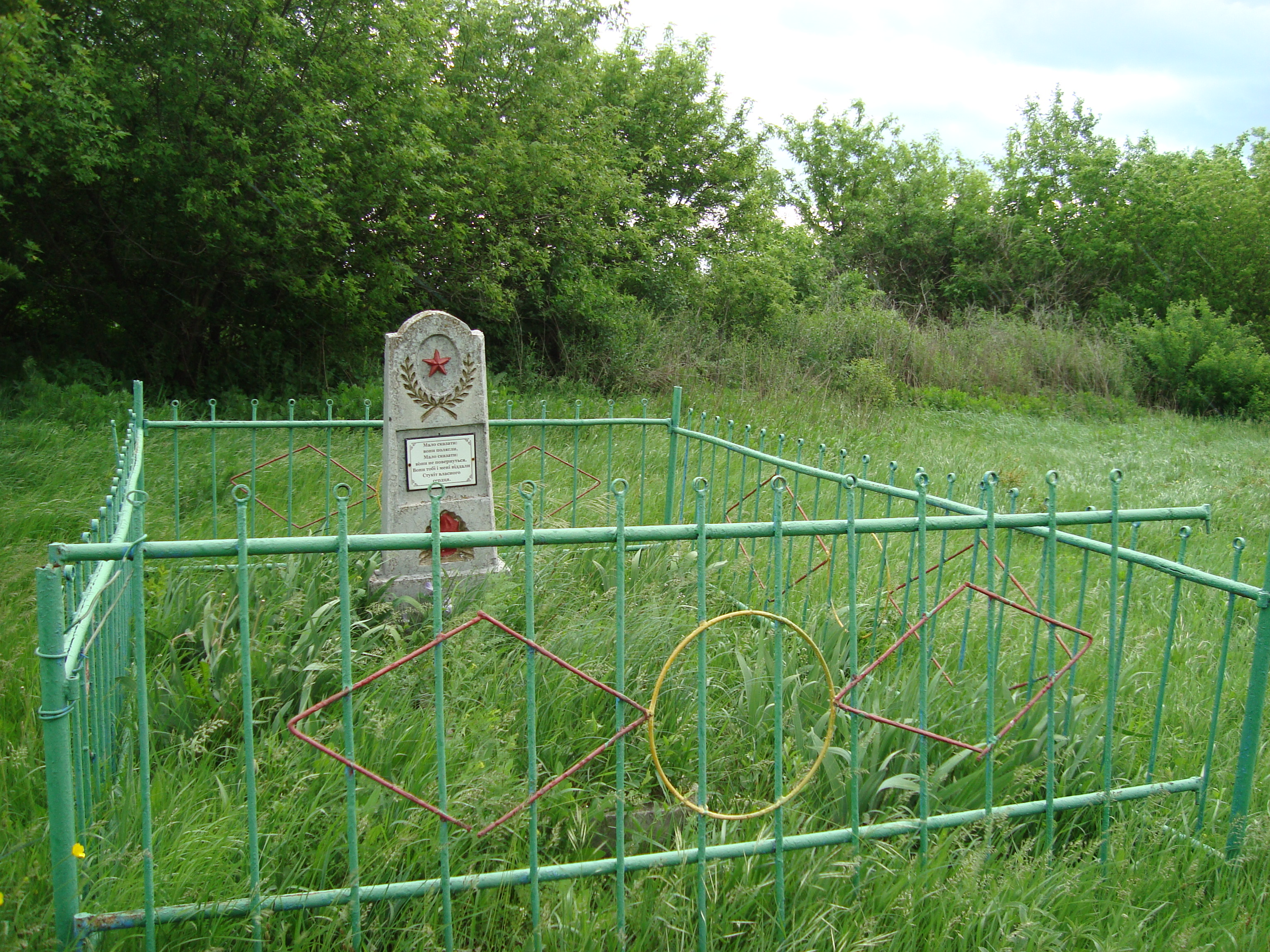
Могила радянського воїна у с. Чернявщина

- Могила радянського воїна у с. Чернявщина. Взята під охорону відповідно до рішення Дніпропетровського облвиконкому від 19.11.1990 № 424. Занесена до Державного реєстру нерухомих пам'яток України відповідно до Наказу Мінкультури від 07.07.2011 № 515/0/16-11. Датування: 1943 рік. Охоронний номер: 6231-Дп. [6] [7]
- Братська могила радянських воїнів (Чернявщина)